# Верхнеусцелемово
Верхнеусцелёмово — деревня в Уйском районе Челябинской области России. Входит в состав Масловского сельского поселения.

## География
Расположена на реке Кышиндык, в 11 км к северо-востоку от районного центра села Уйского. Ближайшие населённые пункты: село Маслово и деревня Косогорка.

## Население
| 2002 | 2010 |
| ---- | ---- |
| 200  | ↘184 |

По данным Всероссийской переписи, в 2010 году в деревне проживали 86 мужчин и 98 женщин.